# فيلي بورتر (لاعب كرة سلة)
فيلي بورتر (3 يوليو 1942 في الولايات المتحدة - ) (بالإنجليزية: Willie Porter)‏ هو لاعب كرة سلة أمريكي في مركز هجوم صغير الجسم.

## وصلات خارجية
- فيلي بورتر على موقع سبورتس رفرنس (الإنجليزية)
- فيلي بورتر على موقع ريلجم (الإنجليزية)
- فيلي بورتر على موقع بروبوليرز (الإنجليزية)